# Lasek (obwód grodzieński)
Lasek (biał. Лясок, ros. Лесок) – wieś na Białorusi, w obwodzie grodzieńskim, w rejonie korelickim, w sielsowiecie Krasna. Od południa sąsiaduje z Koreliczami.
W dwudziestoleciu międzywojennym znajdowała się na terenie Polski, w województwie nowogródzkim, w powiecie nowogródzkim.